# Kiểm thử tự động
Trong kiểm thử phần mềm, kiểm thử tự động (tiếng Anh: test automation) là việc sử dụng phần mềm đặc biệt (tách biệt với phần mềm đang được kiểm thử) để kiểm soát việc thực hiện các bài kiểm tra và so kết quả thực tế với kết quả dự đoán. Tự động kiểm thử có thể tự động hóa một số nhiệm vụ lặp đi lặp lại nhưng cần thiết trong một quá trình thử nghiệm đã được chính thức hóa, hay là các kiểm thử bổ sung nhưng sẽ khó thực hiện thủ công. Kiểm thử tự động là rất quan trọng cho phân phối liên tục và kiểm thử liên tục.

## Tổng quan
Một số nhiệm vụ kiểm thử phần mềm, như kiểm thử hồi quy giao diện cấp thấp rộng, có thể tốn nhiều thời gian và công sức để thực hiện. Ngoài ra, phương pháp thủ công có thể không phải lúc nào cũng có hiệu quả trong việc tìm kiếm các lớp lỗi. Kiểm tra tự động cung cấp một khả năng để thực hiện các loại kiểm thử một cách hiệu quả. Khi các bài kiểm thử tự động được phát triển, chúng có thể chạy nhanh và liên tục.

## Kiểm thử hướng về API
Kiểm thử API cũng được các nhà kiểm thử phần mềm sử dụng nhiều do sự khó khăn của việc tạo ra và duy trì kiểm thử tự động dựa trên giao diện đồ họa.

## Cần kiểm thử gì
Công cụ kiểm thử có thể giúp các tác vụ tự động như cài đặt sản phẩm, tạo dữ liệu kiểm thử, tương tác với giao diện, phát hiện vấn đề, ghi lại lỗi,... mà không nhất thiết phải thực tự động kiểm thử từ đầu đến cuối.